# VVV in het seizoen 1960/61
Dit artikel geeft een overzicht van VVV in het seizoen 1960/1961.

## Transfers

### Aangetrokken spelers
| Naam            | Nationaliteit | Vorige club  |
| --------------- | ------------- | ------------ |
| Zomer           |               |              |
| Victor Janssen  | Nederland     | RKSV Venlo   |
| Henk van Leunen | Nederland     | SV Deurne    |
| Ad Mol          | Nederland     | RKSV Woensel |
| Bennie Slaats   | Nederland     | SV Blerick   |

### Vertrokken spelers
| Naam         | Nationaliteit | Nieuwe club    |
| ------------ | ------------- | -------------- |
| Zomer        |               |                |
| Piet Gubbels | Nederland     | geen (gestopt) |

## Oefenwedstrijden
| № | Datum             | Thuis               | Uit                 | Uitslag |
| - | ----------------- | ------------------- | ------------------- | ------- |
| 1 | 30 juli 1960      | VfB Wissen          | VVV                 | 3 – 2   |
| 2 | 31 juli 1960      | Sportfreunde Siegen | VVV                 | 7 – 3   |
| 3 | 6 augustus 1960   | VVV                 | Regioselectie Moers | 3 – 1   |
| 4 | 24 augustus 1960  | Patro Eisden        | VVV                 | 2 – 0   |
| 5 | 28 september 1960 | N.E.C.              | VVV                 | 2 – 3   |
| 6 | 1 mei 1961        | SC Irene            | VVV                 | 5 – 2   |

## Eredivisie
| №  | Datum             | Thuis       | Uit         | Uitslag |
| -- | ----------------- | ----------- | ----------- | ------- |
| 1  | 21 augustus 1960  | Ajax        | VVV         | 2 – 0   |
| 2  | 28 augustus 1960  | VVV         | Elinkwijk   | 5 – 1   |
| 3  | 4 september 1960  | Willem II   | VVV         | 2 – 3   |
| 4  | 11 september 1960 | VVV         | Fortuna '54 | 0 – 0   |
| 5  | 25 september 1960 | SC Enschede | VVV         | 0 – 1   |
| 6  | 9 oktober 1960    | VVV         | Alkmaar '54 | 1 – 3   |
| 7  | 16 oktober 1960   | ADO         | VVV         | 0 – 2   |
| 8  | 23 oktober 1960   | VVV         | Sparta      | 1 – 1   |
| 9  | 6 november 1960   | GVAV        | VVV         | 5 – 2   |
| 10 | 13 november 1960  | VVV         | DWS/A       | 2 – 0   |
| 11 | 20 november 1960  | DOS         | VVV         | 4 – 1   |
| 12 | 27 november 1960  | VVV         | NOAD        | 8 – 1   |
| 13 | 11 december 1960  | MVV         | VVV         | 0 – 3   |
| 14 | 18 december 1960  | VVV         | Rapid JC    | 2 – 4   |
| 15 | 26 december 1960  | VVV         | NAC         | 6 – 1   |
| 16 | 8 januari 1961    | Feijenoord  | VVV         | 3 – 3   |
| 17 | 15 januari 1961   | VVV         | Ajax        | 2 – 0   |
| 18 | 5 februari 1961   | Elinkwijk   | VVV         | 0 – 2   |
| 19 | 19 februari 1961  | VVV         | Willem II   | 1 – 2   |
| 20 | 26 februari 1961  | Fortuna '54 | VVV         | 0 – 3   |
| 21 | 5 maart 1961      | VVV         | SC Enschede | 1 – 0   |
| 22 | 12 maart 1961     | Alkmaar '54 | VVV         | 2 – 4   |
| 23 | 19 maart 1961     | VVV         | ADO         | 5 – 0   |
| 24 | 26 maart 1961     | Sparta      | VVV         | 2 – 0   |
| 25 | 1 april 1961      | VVV         | PSV         | 1 – 1   |
| 26 | 3 april 1961      | PSV         | VVV         | 1 – 1   |
| 27 | 9 april 1961      | VVV         | GVAV        | 0 – 1   |
| 28 | 16 april 1961     | DWS/A       | VVV         | 1 – 3   |
| 29 | 23 april 1961     | VVV         | DOS         | 0 – 3   |
| 30 | 7 mei 1961        | NOAD        | VVV         | 1 – 5   |
| 31 | 11 mei 1961       | Rapid JC    | VVV         | 0 – 1   |
| 32 | 20 mei 1961       | VVV         | MVV         | 6 – 2   |
| 33 | 28 mei 1961       | NAC         | VVV         | 2 – 0   |
| 34 | 4 juni 1961       | VVV         | Feijenoord  | 2 – 2   |

## KNVB Beker
Groepsfase, groep O:
| Zondag 14 augustus 1960, 14:30                                                       | De Valk | 0-4 (0-1) | VVV                                                              | Opstelling De Valk                                                                                      | Opstelling VVV                                                                                                |  |
| Stadion: Sportpark Leenderweg, Valkenswaard Toeschouwers: 2.000 Arbiter: Van Oostrom |         |           | 45' Schatorjé 60' Slaats 75' De Meulemeester 80' De Meulemeester | Van den Brandt, Maenen, Swinnen, Pijs, Geldens, Hendriks, Jansen, De Wit, Munnecom, Vereijken, De Leest | Swinkels, Lamberts, Erkens, Teeuwen, Van den Hurk, Nass , Heijnen, De Meulemeester, Sleven, Slaats, Schatorjé |  |
| Stadion: Sportpark Leenderweg, Valkenswaard Toeschouwers: 2.000 Arbiter: Van Oostrom |         |           |                                                                  | Van den Brandt, Maenen, Swinnen, Pijs, Geldens, Hendriks, Jansen, De Wit, Munnecom, Vereijken, De Leest | Swinkels, Lamberts, Erkens, Teeuwen, Van den Hurk, Nass , Heijnen, De Meulemeester, Sleven, Slaats, Schatorjé |  |
| Stadion: Sportpark Leenderweg, Valkenswaard Toeschouwers: 2.000 Arbiter: Van Oostrom |         |           |                                                                  | Van den Brandt, Maenen, Swinnen, Pijs, Geldens, Hendriks, Jansen, De Wit, Munnecom, Vereijken, De Leest | Swinkels, Lamberts, Erkens, Teeuwen, Van den Hurk, Nass , Heijnen, De Meulemeester, Sleven, Slaats, Schatorjé |  |
|                                                                                      |         |           |                                                                  | | |  |

Groepsfase, groep O:
| Zondag 18 september 1960, 14:30                                         | VVV         | 1-1 (1-0) | Sittardia   | Opstelling VVV | Opstelling Sittardia                                                                              |  |
| Stadion: Stadion De Kraal, Venlo Toeschouwers: 1.500 Arbiter: Arkenbout | Teeuwen 31' |           | 74' Gruisen | Swinkels 46' ( Cordang), Lamberts, Erkens, Teeuwen, Van den Hurk, Nass , Theuws, De Bruin, Sleven, Slaats, Schatorjé | Körver, Wesolek, Werdens, Dieteren , Schmeitz, Baart, Van der Weij, Huisman, Wilms, Quix, Gruisen |  |
| Stadion: Stadion De Kraal, Venlo Toeschouwers: 1.500 Arbiter: Arkenbout |             |           |             | Swinkels 46' ( Cordang), Lamberts, Erkens, Teeuwen, Van den Hurk, Nass , Theuws, De Bruin, Sleven, Slaats, Schatorjé | Körver, Wesolek, Werdens, Dieteren , Schmeitz, Baart, Van der Weij, Huisman, Wilms, Quix, Gruisen |  |
| Stadion: Stadion De Kraal, Venlo Toeschouwers: 1.500 Arbiter: Arkenbout |             |           |             | Swinkels 46' ( Cordang), Lamberts, Erkens, Teeuwen, Van den Hurk, Nass , Theuws, De Bruin, Sleven, Slaats, Schatorjé | Körver, Wesolek, Werdens, Dieteren , Schmeitz, Baart, Van der Weij, Huisman, Wilms, Quix, Gruisen |  |
|                                                                         |             |           |             | |                                                                                                   |  |

Groepsfase, groep O:
| Zondag 1 januari 1961, 14:30                                                                             | Fortuna '54 | 1-3 (0-2) | VVV                                  | Opstelling Fortuna '54                                                                                 | Opstelling VVV                                                                                                 |  |
| Stadion: Mauritsstadion, Geleen Toeschouwers: 2.000 Arbiter: Bronkhorst                                  | Kohn 50'    |           | 22' Sleven 37' Teeuwen 72' Schatorjé | Belski, H. Custers, Pieneman, Notermans, Van der Hart , Munsters, Angenent, Weber, Benen, Wilkes, Kohn | Swinkels, Lamberts, Steegh, Nass , Van den Hurk, Erkens, De Bruin, Teeuwen, De Meulemeester, Sleven, Schatorjé |  |
| Stadion: Mauritsstadion, Geleen Toeschouwers: 2.000 Arbiter: Bronkhorst                                  |             |           |                                      | Belski, H. Custers, Pieneman, Notermans, Van der Hart , Munsters, Angenent, Weber, Benen, Wilkes, Kohn | Swinkels, Lamberts, Steegh, Nass , Van den Hurk, Erkens, De Bruin, Teeuwen, De Meulemeester, Sleven, Schatorjé |  |
| Stadion: Mauritsstadion, Geleen Toeschouwers: 2.000 Arbiter: Bronkhorst                                  |             |           |                                      | Belski, H. Custers, Pieneman, Notermans, Van der Hart , Munsters, Angenent, Weber, Benen, Wilkes, Kohn | Swinkels, Lamberts, Steegh, Nass , Van den Hurk, Erkens, De Bruin, Teeuwen, De Meulemeester, Sleven, Schatorjé |  |
| Bijz.: VVV plaatst zich als winnaar van Groep O samen met nr. 2 (Sittardia) voor de volgende bekerronde. |             |           |                                      | | |  |

Eerste ronde:
| Zaterdag 29 april 1961, 16:30                                           | VVV                                                    | 3-0 (1-0) | Roda Sport        | Opstelling VVV                                                                                              | Opstelling Roda Sport |
| Stadion: Stadion De Kraal, Venlo Toeschouwers: 250 Arbiter: Nieuwenhoff | De Meulemeester 20' Sleven 52' Van den Hurk 75' (pen.) |           | 60' (pen.) Kikken | Swinkels, Lamberts, Steegh, Orval, Van den Hurk, Nass , Heijnen, Slaats, De Meulemeester, Sleven, Schatorjé |                       |
| Stadion: Stadion De Kraal, Venlo Toeschouwers: 250 Arbiter: Nieuwenhoff |                                                        |           |                   | Swinkels, Lamberts, Steegh, Orval, Van den Hurk, Nass , Heijnen, Slaats, De Meulemeester, Sleven, Schatorjé |                       |
| Stadion: Stadion De Kraal, Venlo Toeschouwers: 250 Arbiter: Nieuwenhoff |                                                        |           |                   | Swinkels, Lamberts, Steegh, Orval, Van den Hurk, Nass , Heijnen, Slaats, De Meulemeester, Sleven, Schatorjé |                       |
| Bijz.: Teeuwen geschorst. VVV plaatst zich voor de volgende bekerronde. |                                                        |           |                   | |                       |

Achtste finale:
| Donderdag 25 mei 1961, 18:45 | VVV                            | 2-1 (0-0) | PSV                | Opstelling VVV | Opstelling PSV |  |
| Stadion: Philips Stadion, Eindhoven Toeschouwers: 3.000 Arbiter: Bronkhorst                                                       | De Meulemeester 57' Erkens 86' |           | 57' Van den Heuvel | Swinkels, Lamberts, Orval, Teeuwen, Van den Hurk 40' ( De Bruin), Nass , Theuws, Erkens, De Meulemeester, Sleven, Schatorjé | Bekkering, Heerschop, Renders, Svensson , Wiersma ' ( Van Iersel), Brusselers, Louwers, Van Wissen, Van der Kuil, Van den Heuvel, Kruiver |  |
| Stadion: Philips Stadion, Eindhoven Toeschouwers: 3.000 Arbiter: Bronkhorst                                                       |                                |           |                    | Swinkels, Lamberts, Orval, Teeuwen, Van den Hurk 40' ( De Bruin), Nass , Theuws, Erkens, De Meulemeester, Sleven, Schatorjé | Bekkering, Heerschop, Renders, Svensson , Wiersma ' ( Van Iersel), Brusselers, Louwers, Van Wissen, Van der Kuil, Van den Heuvel, Kruiver |  |
| Stadion: Philips Stadion, Eindhoven Toeschouwers: 3.000 Arbiter: Bronkhorst                                                       |                                |           |                    | Swinkels, Lamberts, Orval, Teeuwen, Van den Hurk 40' ( De Bruin), Nass , Theuws, Erkens, De Meulemeester, Sleven, Schatorjé | Bekkering, Heerschop, Renders, Svensson , Wiersma ' ( Van Iersel), Brusselers, Louwers, Van Wissen, Van der Kuil, Van den Heuvel, Kruiver |  |
| Bijz.: Gespeeld in Eindhoven i.v.m. ontbreken lichtinstallatie in stadion De Kraal. VVV plaatst zich voor de volgende bekerronde. |                                |           |                    | | |  |

Kwartfinale:
| Donderdag 1 juni 1961, 18:30                                                      | HVC                             | 3-2 n.v. (1-2) | VVV                      | Opstelling HVC                                                                                                  | Opstelling VVV |  |
| Stadion: Sportpark Birkhoven, Amersfoort Toeschouwers: 6.100 Arbiter: Van Leeuwen | Houtveen 22' Wery 51' Wery 111' |                | 31' Sleven 41' Schatorjé | Brits, Van der Velde, Van Basten, Sleeking, Van de Biezenbos, Hageman, Maas, Nederhand, Houtveen, Marcus , Wery | Swinkels 91' ( Cordang), Lamberts, Steegh, Erkens, Teeuwen, Nass , Orval, Slaats, De Meulemeester, Sleven, Schatorjé |  |
| Stadion: Sportpark Birkhoven, Amersfoort Toeschouwers: 6.100 Arbiter: Van Leeuwen |                                 |                |                          | Brits, Van der Velde, Van Basten, Sleeking, Van de Biezenbos, Hageman, Maas, Nederhand, Houtveen, Marcus , Wery | Swinkels 91' ( Cordang), Lamberts, Steegh, Erkens, Teeuwen, Nass , Orval, Slaats, De Meulemeester, Sleven, Schatorjé |  |
| Stadion: Sportpark Birkhoven, Amersfoort Toeschouwers: 6.100 Arbiter: Van Leeuwen |                                 |                |                          | Brits, Van der Velde, Van Basten, Sleeking, Van de Biezenbos, Hageman, Maas, Nederhand, Houtveen, Marcus , Wery | Swinkels 91' ( Cordang), Lamberts, Steegh, Erkens, Teeuwen, Nass , Orval, Slaats, De Meulemeester, Sleven, Schatorjé |  |
| Bijz.: VVV uitgeschakeld.                                                         |                                 |                |                          | | |  |

## Statistieken
|             | Jacky Cordang       | 08-04-1932 | 7  | 0  | 2 | 0 |
|             | Frans Swinkels      | 02-11-1931 | 28 | 0  | 6 | 0 |
|             | Gerard van Tankeren | 06-07-1938 | 0  | 0  | 0 | 0 |
| Verdediging |                     |            |    |    |   |   |
|             | Harry Crompvoets    | 14-10-1940 | 0  | 0  | 0 | 0 |
|             | Hay Lamberts        | 28-03-1934 | 31 | 0  | 6 | 0 |
|             | Harrie Steegh       | 26-02-1934 | 22 | 0  | 3 | 0 |
|             | Jan Teeuwen         | 25-01-1937 | 0  | 0  | 0 | 0 |
| Middenveld  |                     |            |    |    |   |   |
|             | Ton van den Hurk    | 03-03-1933 | 32 | 0  | 5 | 1 |
|             | Jan van der Meij    | 08-02-1937 | 0  | 0  | 0 | 0 |
|             | Gijs Nass           | 08-12-1920 | 34 | 0  | 6 | 0 |
|             | André Orval         | 04-08-1940 | 6  | 0  | 3 | 0 |
|             | Herman Teeuwen      | 04-06-1930 | 33 | 16 | 5 | 2 |
|             | Wiel Teeuwen        | 09-03-1938 | 0  | 0  | 0 | 0 |
| Aanval      |                     |            |    |    |   |   |
|             | Frans de Bruin      | 29-09-1937 | 22 | 5  | 3 | 0 |
|             | Graham Edwards      | 21-07-1936 | 4  | 3  | 0 | 0 |
|             | Willy Erkens        | 02-09-1935 | 30 | 3  | 5 | 1 |
|             | Harrie Heijnen      | 17-10-1940 | 29 | 7  | 2 | 0 |
|             | Victor Janssen      | 09-10-1938 | 0  | 0  | 0 | 0 |
|             | Henk van Leunen     | 11-06-1938 | 0  | 0  | 0 | 0 |
|             | Cor de Meulemeester | 25-08-1936 | 32 | 22 | 5 | 4 |
|             | Ad Mol              | 23-01-1936 | 0  | 0  | 0 | 0 |
|             | Jan Schatorjé       | 18-04-1929 | 34 | 11 | 6 | 3 |
|             | Bennie Slaats       | 18-05-1942 | 7  | 0  | 4 | 1 |
|             | Hans Sleven         | 06-11-1936 | 27 | 8  | 6 | 3 |
|             | Jozef Theuws        | 15-12-1934 | 1  | 0  | 2 | 0 |

ADO ·
Ajax ·
Alkmaar '54 ·
DOS ·
DWS/A ·
Elinkwijk ·
Sportclub Enschede ·
Feijenoord ·
Fortuna '54 ·
GVAV ·
MVV ·
NAC ·
NOAD ·
PSV ·
Rapid JC ·
Sparta ·
VVV ·
Willem II